# Municipio de Happy
El municipio de Happy (en inglés: Happy Township) es un municipio ubicado en el condado de Graham en el estado estadounidense de Kansas. En el año 2010 tenía una población de 54 habitantes y una densidad poblacional de 0,23 personas por km².

## Geografía
El municipio de Sad se encuentra ubicado en las coordenadas 39°11′44″N 99°52′52″O / 39.19556, -99.88111. Según la Oficina del Censo de los Estados Unidos, el municipio tiene una superficie total de 233.17 km², de la cual 233,11 km² corresponden a tierra firme y (0,03 %) 0,06 km² es agua.

## Demografía
Según el censo de 2010, había 54 personas residiendo en el municipio de Happy. La densidad de población era de 0,23 hab./km². De los 54 habitantes, el municipio de Happy estaba compuesto por el 98,15 % blancos y el 1,85 % eran de una mezcla de razas. Del total de la población el 0 % eran hispanos o latinos de cualquier raza.